# La Jarrie-Audouin
La Jarrie-Audouin ist eine französische Gemeinde mit 272 Einwohnern (Stand: 1. Januar 2022) im Département Charente-Maritime in der Region Nouvelle-Aquitaine (vor 2016: Poitou-Charentes); sie gehört zum Arrondissement Saint-Jean-d’Angély und zum Kanton Saint-Jean-d’Angély. Die Einwohner werden Jarriens und Jarriennes genannt.
Die Gemeinde erhielt die Auszeichnung „Eine Blume“, die vom Conseil national des villes et villages fleuris (CNVVF) im Rahmen des jährlichen Wettbewerbs der blumengeschmückten Städte und Dörfer verliehen wird.

## Geographie
La Jarrie-Audouin liegt etwa 60 Kilometer ostsüdöstlich von La Rochelle in der Saintonge. Umgeben wird La Jarrie-Audouin von den Nachbargemeinden Coivert im Norden, Saint-Martial im Nordosten, Saint-Pierre-de-l’Isle im Osten, Antezant-la-Chapelle im Süden, Loulay im Westen und Nordwesten sowie Vergné im Nordwesten.

## Bevölkerungsentwicklung
| Jahr                       | 1962 | 1968 | 1975 | 1982 | 1990 | 1999 | 2006 | 2019 |
| Einwohner                  | 322  | 302  | 269  | 278  | 268  | 272  | 254  | 274  |
| Quellen: Cassini und INSEE |      |      |      |      |      |      |      |      |

## Sehenswürdigkeiten

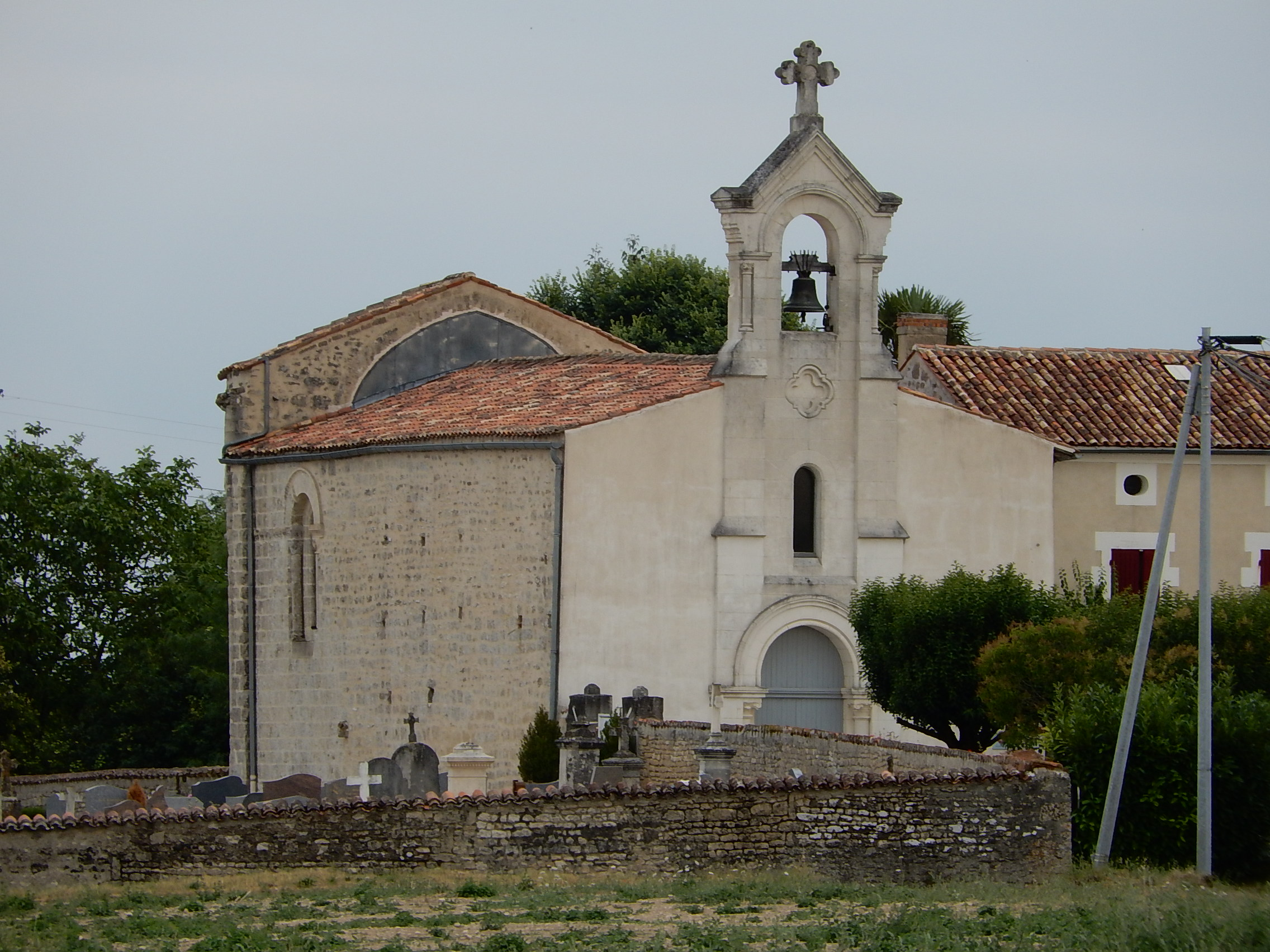
Kirche Sainte-Madeleine

- Romanische Kirche Sainte-Madeleine mit Apsis aus dem 12. Jahrhundert, seit 1949 als Monument historique eingetragen